# Daniel O'Donnell
Daniel O'Donnell (Kincasslagh, 1961) é uma cantor irlandês, apresentador de televisão e filantropo.